# Eraclide Macedone
Eraclide, (in greco antico: ῾Ηρακλείδης?, Heraclides) detto il Macedone (fl. II secolo a.C.), è stato un pittore greco antico, della metà del II secolo a.C.
È noto solo grazie a Plinio che lo ricorda due volte nella Naturalis historia (XXXV, 135 e 146). Iniziò la propria carriera come pittore di navi e si trasferì ad Atene, dopo la caduta del re macedone Perseo nel 168 a.C., dove acquisì notorietà come esecutore di opere ad encausto.